# Westworld (seriál)
Westworld je americký sci-fi westernový televizní seriál vytvořený Jonathanem Nolanem a Lisou Joy pro kanál HBO. Vzniká na základě stejnojmenného filmu z roku 1973, který napsal a režíroval americký spisovatel Michael Crichton. První řada měla premiéru 2. října 2016 a skládá se z deseti dílů. V listopadu 2016 HBO oznámilo, že vznikne druhá řada o dalších 10 dílech. Vydání druhé řady je plánováno na rok 2018.
Příběh se odehrává ve smyšleném zábavním parku Westworld, který připomíná Divoký západ. Westworld obývají člověku podobní roboti (zvaní výtvory, v originále hosts). Hosté parku si zde mohou dělat co chtějí (včetně násilností na výtvorech), aniž by jim hrozilo nebezpečí ze strany výtvorů.

## Obsazení

### Hlavní role
- Evan Rachel Wood jako Dolores Abernathy, nejstarší výtvor v parku. Zjistí, že celý její život je vykonstruovaná lež.
- Thandie Newton jako Maeve Millay, výtvor a bordelmamá.
- Jeffrey Wright jako Bernard Lowe, vedoucí úseku programování a programátor výtvorů. Sám je výtvorem, ale na počátku 1. série to ještě netuší.
- James Marsden jako Teddy Flood, výtvor, pistolník. Snaží se o záchranu svého vztahu s Dolores.
- Ingrid Bols Berdych jako Armistice, výtvor, nemilosrdná banditka a členka gangu Hectora Escatona.
- Luke Hemsworth jako Ashley Stubbs, vedoucí bezpečnosti parku Westworld, který monitoruje interakce mezi hostiteli a lidmi a zajišťuje bezpečnost hostů.
- Sidse Babett Knudsen jako Theresa Cullen, vedoucí provozu Westworld, dohlíží na to, aby park neupadl do chaosu.
- Simon Quarterman jako Lee Sizemore, vedoucí příběhových linek Westworld.
- Rodrigo Santoro jako Hector Escaton, hostitel, hledaný muž, který se snaží přežít.
- Angela Sarafyan jako Clementine Pennyfeather, výtvor, pracuje pro Maeve a je jednou z nejpopulárnějších atrakcí Westworld. Lili Simmons hraje výtvor, který Clementine nahradí poté, co ji vyřadí z provozu.
- Shannon Woodward jako Elsie Hughes, pracuje pro úsek programování, kde odstraňuje neobvyklé chování výtvorů v parku.
- Ed Harris jako "Muž v černém", sadistický host a dlouholetý návštěvník parku.
- Anthony Hopkins jako Robert Ford, zakladatel Westworld a hlavní tvůrce příběhů.
- Ben Barnes jako Logan, dlouholetý host.
- Clifton Collins Jr. Jako Lawrence / El Lazo, výtvor, charismatický vyhnanec, který snadno manévruje a vyjednává s kriminálními prvky parku.
- Jimmi Simpson jako William, zdráhavý host, který navštíví Westworld poprvé po boku svého budoucího švagra Logana. Postupně odhaluje hlubší smysl parku.
- Tessa Thompson jako Charlotte Hale, výkonná ředitelka z představenstva, která má dohled na Westworld, snaží se prosadit kontrolu představenstva nad Fordem.
- Talulah Riley jako Angela, výtvor, vítá nové hosty v parku, později je přidělena jako stoupenec Wyatta. (V 1. řadě vedlejší postava, od 2. řady hlavní postava)
- Louis Herthum jako Peter Abernathy, otec Dolores. Bradford Tatum hrál výtvor, který Abernathyho nahradil poté, co byl vyřazen z provozu. (V 1. řadě vedlejší postava, od 2. řady hlavní postava)
- Katja Herbers jako Grace, host ve Westworld. (od 2. řady)
- Neil Jackson jako Nicholas, šarmantní vynalézavý muž, který se ocitne v neprozkoumaném teritoriu. (od 2. řady)
- Gustaf Skarsgård jako Karl Strand (od 2. řady)
- Fares Fares jako Antoine Costa (od 2. řady)

### Vedlejší role
- Jeffrey Wright jako Arnold Weber, spoluzakladatel a vývojář Westworld.
- Ptolemy Slocum jako Sylvester, laboratorní technik pracující v Delos.
- Leonardo Nam jako Felix Lutz, laboratorní technik pracující v Delos.
- Oliver Bell jako mladý Robert Ford, výtvor, jehož vytvořil Arnold na obraz Forda, když byl ještě dítě.
- Jonathan Tucker jako major Craddock, vojenský důstojník.
- Betty Gabriel jako Maling (od 2. řady)
- Hiroyuki Sanada jako Musashi (od 2. řady)
- Zahn McClarnon (od 2. řady)

### Hostující role
- Currie Graham jako Craig
- Steven Ogg jako Rebus, bandita naprogramovaný, aby zabil otce Dolores.
- Michael Wincott jako starý Bill, jeden ze starých výtvorů, se kterým Ford často rozmlouvá.
- Eddie Rouse jako Kissy, výtvor.
- Brian Howe jako Pickett, šerif Sweetwateru.
- Demetrius Grosse jako Foss, výtvor, Zástupca šerifa.
- Kyle Bornheimer jako Clarence
- Timothy Lee DePriest jako Walter
- Gina Torres jako Lauren
- Bojana Novakovic jako Marti

## Vysílání
| Řada | Název         | Díly | Premiéra v USA  | Premiéra v USA   | Premiéra v ČR   | Premiéra v ČR    |
| Řada | Název         | Díly | První díl       | Poslední díl     | První díl       | Poslední díl     |
| ---- | ------------- | ---- | --------------- | ---------------- | --------------- | ---------------- |
| 1    | The Maze      | 10   | 2. října 2016   | 4. prosince 2016 | 3. října 2016   | 5. prosince 2016 |
| 2    | The Door      | 10   | 22. dubna 2018  | 24. června 2018  | 23. dubna 2018  | 25. června 2018  |
| 3    | The New World | 8    | 15. března 2020 | 3. května 2020   | 16. března 2020 | 4. května 2020   |
| 4    | The Choice    | 8    | 26. června 2022 | 14. srpna 2022   | 27. června 2022 | 15. srpna 2022   |

## Produkce

### Koncepce a příprava
31. srpna 2013 si HBO objednala pilot pro dramatický seriál, inspirovaný stejnojmenným filmem režiséra a scenáristy Michaela Crichtona z roku 1973 O dva roky později vyšel první trailer k seriálu, který potvrdil premiéru na rok 2016. Tvůrci vyvinuli příběh na pět nebo šest sérií.

### Financování
Rozpočet první série byl stanoven na $ 100 milionů, přičemž výroba první části měla stát kolem $ 25 milionů, zbývající části v rozmezí $ 8 až $ 10 milionů. Finance na seriál poskytli v přibližně stejném poměru HBO a Warner Bros. Television. Anthony Hopkins a Ed Harris měli dostat honorář $ 175 tisíc za každou část.

### Natáčení
Pilot se natáčel v srpnu 2014 v Los Angeles a jeho okolí, natáčení seriálu probíhalo také v Utahu. 3D tištění výtvorů je natočené pomocí praktických efektů, které jsou následně upravené v postprodukci

### Hudba
Hudbu k seriálu složil Ramin Djawadi, který s Nolanem v minulosti spolupracoval na seriálu Lovci zločinců a složil hudbu i pro další seriály, jako např. Hra o trůny a Útěk z vězení.